# Pietro Piller Cottrer
Pietro Piller Cottrer (n. 20 decembrie 1974, Pieve di Cadore, Veneto, Italia) este un schior de fond ce a reprezentat Italia, medaliat olimpic. A participat la 4 ediții ale Jocurilor Olimpice (1998, 2002, 2006, 2010) în care a câștigat o medalie de aur, două medalii de argint și o medalie de bronz.